# Asgrauwe tolhoren
De asgrauwe tolhoren (Steromphala cineraria) is een zeeslakkensoort die behoort tot de familie Trochidae.

## Kenmerken
De schelp is stevig, kegelvormig en heeft 5-7 zwak bolle windingen. De hoogte is variabel: zowel hoog- als laaggewonden exemplaren komen voor. Er is een stompe top, een kleine duidelijk zichtbare diepe navel en de mondopening is hoekig tot afgerond vierkant. De mondopening kan afgesloten worden met een aan het dier bevestigd rond hoornachtig operculum. De sculptuur van het schelpoppervlak bestaat uit fijne spiraalgroefjes. De groefjes worden door onregelmatige groeilijnen gekruist.
De kleur van de schelp is lichtgrijs met een patroon van bruinpaarse strepen en vlekken. De binnenzijde van de mondopening heeft een parelmoerkleur. Fossiele exemplaren zijn vaak bruin of blauwgrijs verkleurd.

### Afmetingen
- Hoogte: 17 mm.
- Breedte: 17 mm.

(meestal kleiner)

### Habitat en levenswijze
Gibbula cineraria leeft op rotskusten op bruin- en roodwieren, o.a. op Laminaria. De soort leeft rond de laagwaterlijn tot op een waterdiepte van meer dan 130 meter. De dieren voeden zich met algen en detritus.

### Areaal
Gibbula cineraria komt tegenwoordig voor in de Middellandse Zee en in de Atlantische Oceaan.
De soort leeft op de Engelse westkust maar komt niet in de Noordzee voor. De Noordelijke grens in Het Kanaal ligt bij het Nauw van Calais.

### Fossiel voorkomen
Gibbula cineraria is in het Noordzeebekken fossiel alleen bekend uit het Eemien. Vondsten die in Nederland en België op het strand gedaan worden zijn vrijwel zeker altijd uit deze periode afkomstig.